# Świnoujście

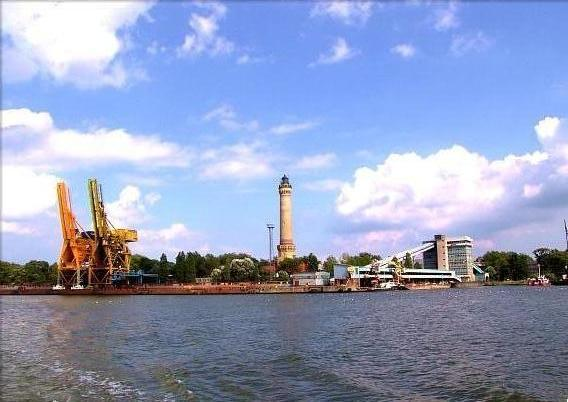
Port de Świnoujście

Świnoujście (en alemany Swinemünde) és una ciutat polonesa situada a l'extrem nord-occidental del país, tocant a la frontera d'Alemanya, dins el voivodat de Pomerània Occidental, vora el riu Świna, entre la badia de Pomerània i la llacuna de Szczecin i sobre les illes d'Uznam, Wolin i Karsibór.

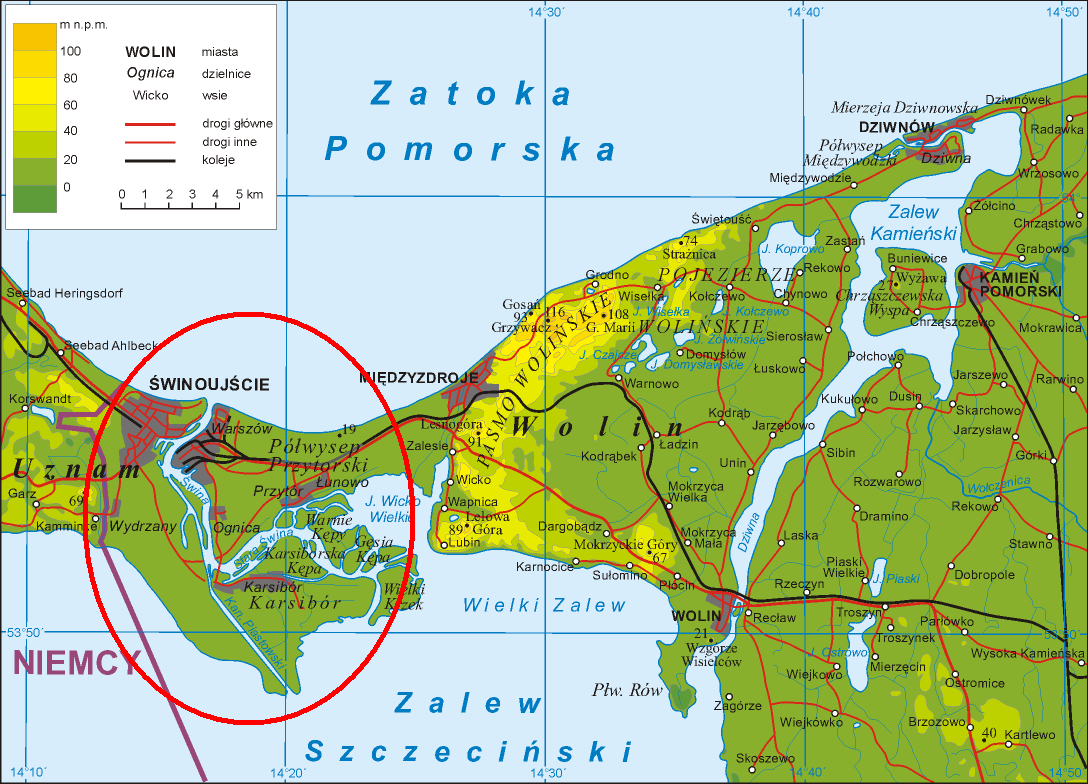
Situació de Świnoujście

Segons el cens del 2010, la ciutat tenia 40.759 habitants. Destaca com a destinació turística i és la terminal de ferris més gran i moderna de Polònia, amb connexions regulars a Dinamarca i Suècia a través del Bàltic.
Forma una aglomeració urbana amb les ciutats veïnes de Szczecin, Stargard Szczeciński, Police, Goleniów, Gryfino i Nowe Warpno.